# Powszelatek armorykański
Powszelatek armorykański (Pyrgus armoricanus) – motyl dzienny z rodziny powszelatkowatych.

## Wygląd
Rozpiętość skrzydeł od 24 do 26 mm., gatunek bardzo podobny do powszelatka alweusa.

## Siedlisko
Tereny stepowe z niską roślinnością, przydroża, miedze, suchsze miejsca na torfowiskach.

## Biologia i rozwój
Wykształca dwa pokolenia w roku (czerwiec-początek lipca i sierpień-połowa września). Rośliny żywicielskie: pięciorniki, głównie pięciornik rozłogowy. Jaja barwy białawej składane są pojedynczo na spodniej stronie liścia rośliny żywicielskiej. Larwy wylęgają się po 1-2 tygodniach. Gdy podrosną budują schronienie łącząc dwa liście. Młoda gąsienica zimuje. Stadium poczwarki trwa 2 tygodnie.

## Rozmieszczenie geograficzne
Gatunek zachodniopalearktyczny, w Polsce zaobserwowano go jedynie w okolicach Hrubieszowa i na Polesiu.